# Boy Blue
Singles de Electric Light Orchestra
Can't Get It Out of My Head
(1974) Evil Woman
(1975)
Pistes de Eldorado
Can't Get It Out of My Head Laredo Tornado
Boy Blue est une chanson d'Electric Light Orchestra, parue en 1974 sur l'album Eldorado. Elle constitue le second single tiré de l'album, sorti l'année suivante, qui ne se classe pas dans les hit-parades.